# بدح فضي شائع
البدح الفضي الشائع (الاسم العلمي: Gerres oyena)، سمكة بحرية من فصيلة البدحيات. أعطانها الأصلية المياه المالحة الساحلية للمحيط الهندي وغرب المحيط الهادئ. تعيش في مصبات الأنهار والمياه الساحلية والبحيرات. يمكن أن يصل طول هذا النوع إلى 30 سم (12 بوصة)، على الرغم من أن معظمها لا يتجاوز 20 سم (7.9 بوصة). هذا النوع مهم تجاريًا.